# Ducado de Valencia de Campos

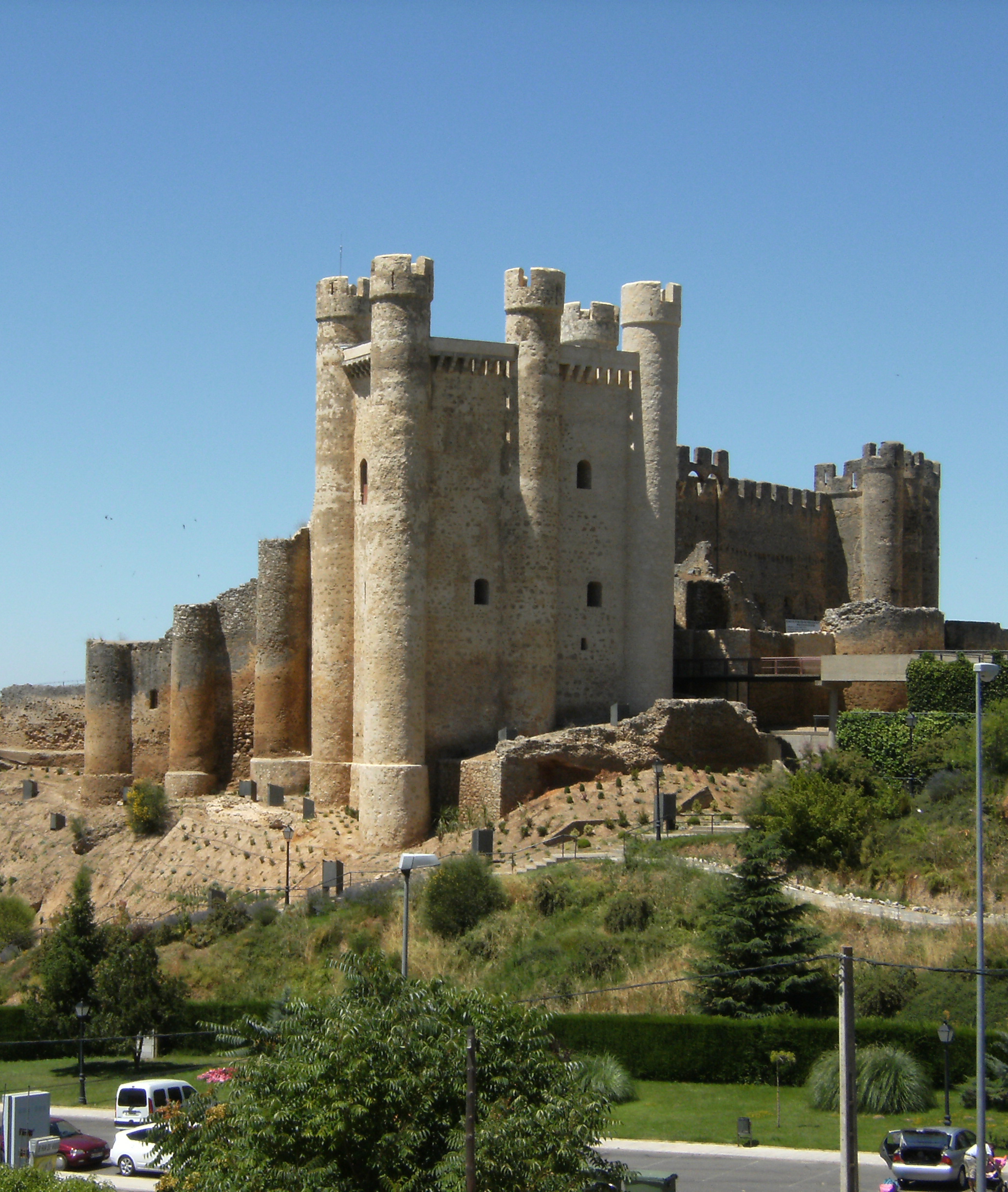
Castillo de Valencia de Don Juan (León).

El ducado de Valencia de Campos fue un título nobiliario español creado el 22 de diciembre de 1387 por Juan I de Castilla a favor del infante Juan de Portugal, hijo de Pedro I de Portugal e Inés de Castro, «legitimado y titulado Infante desde el 19 de marzo de 1361». En su honor, la localidad pasó a llamarse Valencia de Don Juan.

## Duques de Valencia de Campos
El I duque de Valencia de Campos fue Juan de Portugal (1349-ca. 1397). 
A su muerte, el ducado revirtió a la corona al no tener hijo varón legítimo, según se estipulada en la carta de creación.
Cuando su hija María de Portugal, fruto de su matrimonio con Constanza Enríquez de Castilla, hija ilegítima del rey Enrique II de Castilla, contrajo matrimonio en 1397 con Martín Vázquez de Acuña, I conde de Valencia de Don Juan, su padre le entregó en dote el señorío de Valencia de Campos, llamado señorío de Valencia de Don Juan en su honor.
El rey Enrique III convirtió el ducado en un condado cuyo segundo titular fue el hijo de María y Martín Vázquez de Acuña, Pedro de Acuña y Portugal (1390-1456).
En 1465 el rey Enrique IV restableció el ducado para Juan de Acuña y Portugal, III conde de Valencia de Don Juan. El título se extinguió a su muerte, en 1475.